# 1924년 전조선전문학교야구대회
1924년 전조선전문학교야구대회는 전조선전문학교야구대회의 1924년 시즌 야구 대회이다. 1924년 6월 28일부터 6월 29일까지 일제강점기 조선 경기도 경성부에 있는 경성중학 운동장에서 개최되었다.

## 경기장
| 경기장          | 도시 | 좌석 | 수용 | 비고 |
| --------------- | ---- | ---- | ---- | ---- |
| 경성중학 운동장 | 경성 |      |      |      |

## 야구단
| 야구단                     | 도시 | 첫 참가 | 횟수 | 비고 |
| -------------------------- | ---- | ------- | ---- | ---- |
| 경성고등공업학교 야구단    | 경성 | 1924    | 1    |      |
| 경성고등상업학교 야구단    | 경성 | 1924    | 1    |      |
| 경성사범학교 연습과 야구단 | 경성 | 1924    | 1    |      |
| 경성의학전문학교 야구단    | 경성 | 1924    | 1    |      |
| 경성제국대학 예과 야구단   | 경성 | 1924    | 1    |      |
| 수원고등농림학교 야구단    | 수원 | 1924    | 1    |      |

## 경기 결과
|  | 1라운드                  | 1라운드                 |                            |      | 4강 | 4강 |  |  | 결승 | 결승 |
|  |                          |                         |                            |      |     |     |  |  |      |      |
|  | 6월 28일 - 경성          |                         |                            |      |     |     |  |  |      |      |
|  |                          |                         |                            |      |     |     |  |  |      |      |
|  | 경성고등공업학교 야구단  | 14                      |                            |      |     |     |  |  |      |      |
|  | 경성고등공업학교 야구단  | 14                      | 6월 29일 - 경성            |      |     |     |  |  |      |      |
|  | 경성의학전문학교 야구단  | 3                       |                            |      |     |     |  |  |      |      |
|  | 경성의학전문학교 야구단  | 3                       | 경성고등공업학교 야구단    | 승   |     |     |  |  |      |      |
|  | 6월 28일 - 경성          |                         | 경성고등공업학교 야구단    | 승   |     |     |  |  |      |      |
|  |                          | 불명                    | 패                         |      |     |     |  |  |      |      |
|  | 수원고등농림학교 야구단  | 불명                    | 패                         | 불명 |     |     |  |  |      |      |
|  | 수원고등농림학교 야구단  |                         | 6월 29일 - 경성            | 불명 |     |     |  |  |      |      |
|  | 경성제국대학 예과 야구단 | 불명                    |                            |      |     |     |  |  |      |      |
|  | 경성제국대학 예과 야구단 | 불명                    | 경성고등공업학교 야구단    | 28   |     |     |  |  |      |      |
|  |                          |                         | 경성고등공업학교 야구단    | 28   |     |     |  |  |      |      |
|  |                          | 경성고등상업학교 야구단 | 14                         |      |     |     |  |  |      |      |
|  |                          | 경성고등상업학교 야구단 | 14                         |      |     |     |  |  |      |      |
|  | 6월 29일 - 경성          |                         |                            |      |     |     |  |  |      |      |
|  |                          |                         |                            |      |     |     |  |  |      |      |
|  | 경성고등상업학교 야구단  | 승                      |                            |      |     |     |  |  |      |      |
|  | 경성고등상업학교 야구단  | 승                      |                            |      |     |     |  |  |      |      |
|  |                          |                         | 경성사범학교 연습과 야구단 | 패   |     |     |  |  |      |      |
|  |                          |                         | 경성사범학교 연습과 야구단 | 패   |     |     |  |  |      |      |
|  |                          |                         |                            |      |     |     |  |  |      |      |
|  |                          |                         |                            |      |     |     |  |  |      |      |
|  |                          |                         |                            |      |     |     |  |  |      |      |

1924년 6월 28일에 경성중학 운동장에서 진행된 경성고등공업학교 야구단과 경성의학전문학교 야구단 간의 1라운드 첫 번째 경기는 경성고등공업학교 야구단이 14:3으로 이기며 다음 라운드에 진출했고, 2라운드 두 번째 경기는 수원고등농림학교 야구단과 경성제국대학 예과 야구단이 대진했다. 1924년 6월 29일에 진행된 준결승 첫 번째 경기는 1라운드에서 승리한 두 야구단이 대진하여 경성고등공업학교 야구단이 승리하며 결승에 진출했고, 경성고등상업학교 야구단과 경성사범학교 연습과 야구단 간의 준결승 두번째 경기는 경성고등상업학교 야구단이 이기며 결승에 진출했다. 1924년 6월 29일 오후에 진행된 경성고등공업학교 야구단과 경성고등상업학교 야구단 간의 결승 경기에서 경성고등공업학교 야구단이 28:14로 이기며 우승을 차지했다.

## 참고 문헌
- 대한체육회 100주년 기념사업부 (2020). 《대한민국 체육 100년》. 대한체육회.
- 《대한민국 체육 100년 Ⅰ 통사 (민족과 함께 한 대한민국 체육 100년)》. 대한체육회. 2020.
- 《대한민국 체육 100년 Ⅱ 민족의 구심체, 조선체육회 (1920~1945)》. 대한체육회. 2020.
- 《대한민국 체육 100년 Ⅲ 세계를 향한 도전 (1945~1980)》. 대한체육회. 2020.
- 《대한민국 체육 100년 Ⅳ 스포츠로 꽃피운 대한민국 (1981~2000)》. 대한체육회. 2020.
- 《대한민국 체육 100년 Ⅴ 스포츠강국을 넘어 선진국으로(2001~2020)》. 대한체육회. 2020.
- 《한국야구사》. 대한야구협회. 1999.
- 홍순일 (2013). 《한국 야구사 연표》 (PDF). 한국야구위원회. 2024년 7월 6일에 원본 문서 (PDF)에서 보존된 문서. 2025년 1월 4일에 확인함.
- “專門校野球會(전문교야구회)”. 동아일보. 1924년 6월 28일.
- “京城日日主催(경성일일주최)의 專門校野球戰(전문교야구전)”. 조선일보. 1924년 6월 28일.